# Liste von Dominikanerinnenklöstern
Diese Liste enthält bestehende und ehemalige Klöster und Konvente von Dominikanerinnen.

## Bestehende Klöster

### Zweiter Orden
Zum zweiten Orden  gehören klausurierte Schwestern.
Deutschland
- Dominikanerinnenkloster Heilig Grab in Bamberg
- Kloster Zum gekreuzigten Erlöser, Rieste-Lage bei Osnabrück, seit 2000
- Dominikanerinnenkloster Neustadt am Main
- Kloster St. Maria in Niederviehbach
- Dominikanerinnenkloster Regensburg, mit Klosterkirche Heilig Kreuz (Regensburg), seit 1233, ältestes bestehendes Dominikanerinnenkloster in Deutschland
- Kloster St. Magdalena (Speyer), seit 1304
- Kloster Zoffingen Konstanz, seit 1318 (vorher Beginen seit um 1256)

Österreich
- Dominikanerinnenkloster Feldkirch
- Dominikanerinnenkloster Lienz, seit 1218

Frankreich
- Kloster Notre-Dame de Clarté in Salernes (seit 1980)

Lettland
- Dominikanerinnenkloster Riga

Spanien
- Convento de las Dueñas in Salamanca, seit vor 1419

### Dritter Orden
Zum dritten Orden gehören Schwestern, die in tätigen Kongregationen leben.
Deutschland
- Dominikanerinnenkloster zur hl. Katharina von Alexandrien in Konstanz
- Dominikanerinnenkloster St. Katharina in Augsburg
- Dominikanerinnenkloster St. Ursula in Augsburg
- Christinenhof Cappeln,  Ilanzer Dominikanerinnen
- St. Josef, Dießen am Ammersee, Missions-Dominikanerinnen, seit 1967
- Dominikanerinnenkloster St. Ursula in Donauwörth, seit 1839[1]
- Dominikus-Krankenhaus Düsseldorf. Arenberger Dominikanerinnen
- Eltville-Erbach Dominikanerinnen von Bethanien
- St. Dominikus Essen, Dominikanerinnen von Bethanien
- Missions-Dominikanerinnen Flörsheim, seit 1956
- Frankfurt am Main, Dominikanerinnen von Bethanien
- Dominikanerinnenkloster Fremdingen St. Maria de Victoria (vorher 1737–1802)
- Dominikanerinnen zu St. Magdalenen, Fürth/Odenwald
- Hamburg Schmilinskystraße
- Kirn, Arenberger Dominikanerinnen
- Mater Dolorosa, Klausen, seit 18. August 2008
- Missions-Dominikanerinnen vom Hl. Herzen Jesu Kürten-Biesfeld
- Dominikanerinnenkloster zur hl. Dreifaltigkeit in Landsberg am Lech
- Leipzig, Dominikanerinnen von Bethanien
- Lindau/Bodensee, Ilanzer Dominikanerinnen
- Michendorf,  Arenberger Dominikanerinnen
- Johanneskolleg München, Missions-Dominikanerinnen
- Haus IFMO München, Missions-Dominikanerinnen, seit 1993
- Neusatzeck, Schwestern vom 3. Orden des hl. Dominikus
- Oberhausen, Arenberger Dominikanerinnen
- Osterode, St. Martin,  Missionsdominikanerinnen
- Kinderdorf Bethanien, Refrath, Dominikanerinnen von Bethanien, seit 1968
- Kloster Schlehdorf, Missionsdominikanerinnen, (vorher Benediktiner 763–9. Jahrhundert, Kollegiatstift 9. Jahrhundert–1140, Augustiner-Chorherrenstift 1140–1803)
- St. Martin Schorndorf, Missions-Dominikanerinnen, seit 1960
- Schwalmtal-Waldniel, Dominikanerinnen von Bethanien
- Kloster Strahlfeld, Roding, seit 1917
- Strahlfeld, Missionsdominikanerinnen vom heiligsten Herzen Jesu, aus Harare, Simbabwe
- Volkersberg in der Rhön, Dominikanerinnen der hl. Katharina von Siena, seit 1921
- Kloster Wettenhausen, seit 1864 (vorher Augustiner-Chorherren 1130–1803)
- Dominikanerinnenkloster Maria Königin der Engel in Bad Wörishofen, seit 1826 (vorher 1718–1803)
- Dominikanerinnenkloster zur hl. Rosenkranzkönigin in Wettenhausen
- Dominikanerinnenkloster St. Katharina von Siena in Düsseldorf-Angermund[2]

Österreich
- Dominikanerinnenkonvent in Hietzing (Wien), seit 1870

## Ehemalige Klöster

### Deutschland
- Aachen, Marienbongard (1695–1802)
- Altburg/Calw (14. Jh.–um 1535)
- Kloster Altenhohenau (1235–1803/22, seit 1926, 1235–1270 auch Dominikaner)
- Altheim/Horb am Neckar (vor 1355–nach 1654)
- Andernach St. Martin (vor 1418–1584) Umzug nach Koblenz St. Martin
- Kloster Arenberg (in Koblenz-Arenberg, seit 1864)
- Kloster St. Ursula (Augsburg, 1335–1803, seit 1828 wiederbesiedelt)
- Katharinenkloster Augsburg (1243–1802) Holbein-Gymnasium Augsburg
- Augsburg „Margarethenkloster“ (1241–1531)
- Balingen „Untere Klause“ (vor 1430–1537)
- Kloster vom Hlg. Grab Bamberg (1365–1803)
- Bergfelden/Sulz am Neckar (vor 1386–1547)
- Berlin Dominikus-Krankenhaus, Arenberger Dominikanerinnen (1898–2022)
- Berlin St. Josef, Arenberger Dominikanerinnen
- Biberach an der Riß (um 1283–um 1290)
- Kloster Binsdorf/Geislingen (um 1280–1806, Konvent bis 1838)
- Blankenburg in Oldenburg (Oldb) (1294–1527)
- Bochingen/Oberndorf am Neckar (vor 1359–um 1492)
- Bocholt „Schwarzes Kloster“ (?–?), vorher Beginen
- Bopfingen (1264–1272)
- Buchhorn/Friedrichshafen (um 1260–1649/54)
- Coswig, Anhalt (1272–1527)
- Kloster Cronschwitz St. Maria, Sachsen-Anhalt (1238–1533)
- Damme (?–?)
- Dillingen (1313–?)
- Dornhan (vor 1360/70–1538/62)
- Dornstetten „Weiße Sammlung“ (vor 1276–1565)
- Dykhusen Kloster Dykhusen (1378–1531)
- Kloster Maria Engelport (1272–1282)
- Engeltal/Dornstetten (1292–1527)
- Kloster Engelthal, Nürnberger Land (1240–1565)
- Engen (1393–1802), Konvent bis 1839,
- Ennetach Kloster Ennetach (um 1280–1803)
- Kloster Frauenaurach (Erlangen, 1267–1548)
- Freiburg „auf dem Graben“ (1419–1755 3. Orden, 1755–1786 2. Orden) 1786 Vereinigung mit Kloster Adelhausen
- Freiburg St. Maria Magdalena (1287/1309–1651), Zusammenlegung mit Kloster St. Katharina in der Wiehre
- Freiburg St. Agnes (1284–1644/51), Zusammenschluss mit Kloster Adelhausen;
- Freiburg St. Katharina in der Wiehre (1297–1651)
- Freiburg Kloster Adelhausen (1245–1867) Adelhauser Kirche Mariä Verkündigung und St. Katharina
- Kloster Galiläa Hückelsheim (1484–1810)
- Gruol/Haigerloch (um 1600–1803), Konvent bis 1827!
- Kloster Gotteszell (Schwäbisch Gmünd) (1240–1803, heute Frauenjustizvollzugsanstalt)
- Kloster Habsthal (1259–1806, aufgehoben, seit 1892 Benediktinerinnen)
- Hadamar (1702–1817)
- Halberstadt St. Nikolai (1285–1810)
- Hausen/Rottweil (1387–1525)
- Kloster Stetten Hechingen (1287–1802), Konvent bis 1867, von 1264 bis 1287 Augustinerinnen, 1868 Franziskanerniederlassung
- Kloster Hedingen (1338–1595 nach Habsthal)
- Heidelberg (1724–1802) Erlöserkirche (Heidelberg)
- Heiligenzimmern (1436–1554, Schwestern ziehen nach Grual)
- Hirrlingen (1358–1789)
- Hochheim/Worms „Maria Himmelkron“ (1278–1570)
- Hochmauren/Rottweil (um 1200–1525), gründen „Weiße Sammlung“
- Horb am Neckar „Obere Sammlung“ (1278?–1806/10), Schwesternsammlung von 1218 bis 1276
- Itzingen/Neckarwestheim (1261–vor 1300)
- Kemnaten/Feuchtwangen (1435–1561)
- Kirchberg/Sulz am Neckar, Kloster Renfrizhausen Kloster Kirchberg (1237–1806, letzte Nonne bis 1865)
- Kirchheim an der Teck (1247–um 1570)
- Koblenz St. Martin (1585–1802)
- Koblenz „Weißerkloster“ (1276–1794)
- Köln-Niederich Kloster St. Achatius (1432–1582) später Jesuitenkolleg, Tricoronatum
- Kloster St. Gertrud (Köln) (vor 1273–1802), davor Beginengemeinschaft vor 1257
- Konstanz St. Peter an der Fahr (1418–1789), von 1257 bis 1418 Schwesternsammlung
- Lahde bei Petershagen (1265–1306) Umzug nach Lemgo
- Kloster Lambrecht (Pfalz) (1247–1553), seit 977 Benediktinerkloster St. Lambrecht
- Kloster Landsberg am Lech (seit 1845 Dominikanerinnen zur Hl. Dreifaltigkeit, 1719–1809 Ursulinen)
- Lauffen am Neckar (vor 1285–1476), von 1003-vor 1285 Benediktinerinnen; nach 1476 bis 1536 Prämonstratenserinnen;
- Leipzig „Pauler-Nonnen“ Sperlingsberg, vorher Beginen (?–16. Jahrhundert)
- Lemgo St. Marien (Lemgo) (1242–1575), 1575 ev. Jungfrauenkloster, 1713 profanes Damenstift;
- Liebenau/Worms Kloster Liebenau (1299–1563)
- Kloster Lohhof, Mindelheim (1902–2006), seit 1902 Dominikanerinnen von Wettenhausen
- Kloster Löwental, Friedrichshafen (1250–1806), Konvent bis 1812,
- Ludwigshafen (1927–?), Geschwister-Scholl-Gymnasium
- Mannheim Luiseninstitut (1923–1939), heute Ursulinen-Gymnasium
- Mariaberg/Gammertingen (Anf.13. Jh.–1293), danach Benediktinerinnen 1293–1803, Konvent bis 1837
- Meersburg Hl. Kreuz (vor 1466–1808) Konvent bis 1812
- Mengen/Sigmaringen (vor 1254–1259)
- Klausenkapelle Meschede  (1472–1486) zum Kloster Galiläa umgesiedelt
- Kloster Mödingen (1246–1802, nach 1843 Dillinger Franziskanerinnen) Klosterkirche Maria Medingen
- Möhringen/Tuttlingen (15. Jh.–1570), vorher ab 1373 Schwesternsammlung;
- Nagold (1391–1554)
- Neudingen „Maria Hof“ (1307–1559), danach Zisterzienserinnen 1561–1802; vor 1307 Schwesternsammlung
- Neusitz (1253–?)
- Dominikanerinnenkloster Neustadt am Main (seit 1962, vorher Benediktiner (769–1803))
- Kloster Niederviehbach (seit 1847, vorher Augustinereremitinnen (1296–1803))
- Katharinenkloster Nürnberg (1296–1525)
- Kloster Obermedlingen (1260–1555, danach Dominikaner (1651–1804), Oblaten (1923–1987), Prämonstratenser (1987–1996), seit 1996 Marianer)
- Oberndorf am Neckar I (vor 1272–1810)
- Oberndorf am Neckar II (vor 1341–1602)
- Offenhausen (Gomadingen) „Gnadenzell“ (1258–1613)
- Kloster Östringfelde (1350–1577), die letzte Nonne Hille Engelken stirbt 1596.
- Kloster Paradiese (1252–1808), 1811 ev. Damenstift
- Pettendorf „Adlersberg“ (um 1260–1542)
- Pforzheim (1282/87–1564), Konvent nach Kirchberg
- Pfullendorf „Maria zu den Engeln“ (1435–1807), vorher Schwesternsammlung (um 1255–1435)
- Plauen, Vogtland (?–16. Jahrhundert), letzte Nonne „Stadtnonne“ 1536 gestorben
- Kloster Polling (1892–1972)
- Rangendingen Hl. Kreuz (um 1580–1804), vorher Schwesternsammlung (vor 1431 – ?)
- Reutin „Maria-Reuthin“ (um 1250–nach 1575)
- Kloster St. Katharina (Riegel am Kaiserstuhl) (1450–1779)
- Rothenburg ob der Tauber (1258–1544), heute Reichsstadtmuseum
- Rottweil „Klause bei St. Jakob“ (vor 1307–1525)
- Rottweil „Klause von St. Moritz“ (vor 1331–1525)
- Rottweil (1306–1802), D-Tertiarinnen, heute Jugendherberge, zuvor Polizeigebäude
- Rubacker (1439–1445 und 1640–1673)
- Schorndorf St. Martin Missions-Dominikanerinnen (1960–bestehend)
- Kloster Schwarzhofen (1244–1802)
- Kloster Sießen (1260–1803) Konvent bis 1848, seit 1860 Franziskanerinnen
- Sirnau (1241–1525)
- Steinheim an der Murr (1254–1582)
- Sulz am Neckar, „Klause Sulz“ (1363–nach 1530)
- Sulz am Neckar, „Frauen zu St. Wendelin“ (1387–?)
- Trier St. Martin auf dem Berge (1235–1288) Umzug nach St. Katharinen
- Trier St. Katharina (1288–1794/1802)
- Trier St. Barbara (1272–1565) danach Jesuiten
- Türkheim (1859–?)
- Verspoel/Münster (1686–1803)
- Villingen (1270–1782), vorher Schwesternsammlung vor 1255–1270; 1782 Vereinigung mit Klarissenkloster und Umwandlung in Ursulinenkloster; Zehndersches Haus
- Wehr/Klingenthal (1256–1274) nach Kleinbasel
- St. Maria Magdalena Weida, Thüringen (vor 1293–1532), evtl. vorher Magdalenerinnen, Kirchenruine Nonnenhof (Weida)
- Weiler, Weil (Esslingen) am Neckar (1230–1553)
- Wiederstedt/Südharz (1255–1547) Schloss Oberwiederstedt
- Wildberg (vor 1313–1556)
- Kloster Wonnental (vor 1248–1261), danach Zisterzienserinnen (1261–1806)
- Würzburg „Marxenkloster“ St. Markus (1246–1803)
- Worms ([1243], 17. Jahrhundert–1802), ursprünglich Magdalenerinnen

### Frankreich
- Kloster Rettel (19. Jahrhundert bis 1944, davor ~800–1431 Benediktiner, 1431–1793 Kartäuser)
- Kloster Straßburg (13. Jahrhundert bis zur Reformation)

### Luxemburg
- Kloster Marienthal (13. Jahrhundert bis 1783, ab 1890 Weiße Väter)

### Österreich
- Ehemaliges Dominikanerinnenkloster (Friesach)
- Kloster Imbach (1782 aufgehoben)
- Kloster Tulln
- Kloster Windhaag (1668/1673–1782, aufgehoben)

### Polen
- St. Katharinen, Breslau (1295–1810)
- Dominikanerinnenkloster Posen (Poznań)

### Schweiz
- Kloster Cazis (1570 aufgehoben, 1647 wiedererrichtet)
- Kloster St. Katharinental bei Diessenhofen, Thurgau (vor 1312, heute Reha-Klinik)
- Kloster Oetenbach in Zürich (1525 aufgehoben)
- Kloster Klingental (1274–1575), heute Museum

### Spanien
- Convento de las Dueñas in Salamanca (vor 1419, bestehend)
- Caleruega, Dominikanerinnenkloster mit Kolleg, Geburtsort des Dominicus (1266–)
- Elorrio, Convento de Santa Ana, Dominikanerinnenkloster und Schule seit 1700